# Live at CBGB's 1984
Live at CBGB's 1984 es un disco en directo de los americanos D.R.I., el cual también se puede disfrutar de un DVD con los mismos temas.

## Temas
- I DONT NEED SOCIETY
- REAGANOMICS
- COMMUTER MAN
- PLASTIQUE
- WHY
- BALLANCE OF TERROR
- MY FATE TO HATE
- WHO AM I
- MONEY STINKS
- HUMAN WASTE
- YES MA'AM
- DENNIS' PROBLEM
- CLOSET PUNK
- BROKEHOW TO ACT
- GIVE MY TAXES BACK
- EQUAL PEOPLE
- ON MY WAY HOME
- BAIL OUT
- SNAP
- THE EXPLORER
- SLIT MY WRISTS
- STUPID WAR
- COUNTER ATTACK
- I'D RATHER BE SLEEPING
- RUNNING AROUND
- COUCH SLOUCH
- TO OPEN CLOSED DOORS
- GOD IS BROKE
- SOUP KITCHEN
- SAD TO BE
- WAR CRIMES
- BUSTED
- DRAFT ME
- FIRST ROUND DRAFT CHOICE
- CAPITALISTS SUCK
- MAD MAN
- MISERY LOVES COMPANY
- NO SENSE
- BLOCKHEAD
- VIOLENT PACIFICATION